# 科尔德斯特里姆
科尔德斯特里姆（英语：Coldstream；苏格兰盖尔语：Baile Ùr Chille Bhoisil），又称作高士廉、冷溪，是英国苏格兰苏格兰边区的一个城镇，位于特威德河北岸。总人口1,813（2001年）；2006年人口估计为2050。